# ID Apple
L'Apple Account (fino al 2025 Apple ID) è un account personale utilizzato per autenticarsi in vari servizi della Apple Inc., come Apple Store, iCloud, Messaggi, Apple Store Online, FaceTime e altro ancora.
Include i dati di accesso dell'utente e tutte le sue informazioni di contatto, di pagamento e di sicurezza.
Impiega un indirizzo email già esistente, di un qualsiasi provider.
Dal 2025 l'ID Apple, per facilitarne l'uso anche ai nuovi utenti, è stato ridenominato Apple Account.

## Operazioni

### Registrazione
È possibile registrare un Apple Account gratuitamente dall'apposita pagina web. Un Apple Account deve essere formato da un indirizzo email valido e protetto da una password alfanumerica di almeno 8 caratteri.
Quando un utente crea un nuovo Apple Account, Apple invia un'email di verifica all'indirizzo associato durante la registrazione. È possibile creare un Apple Account senza inserire un metodo di pagamento.
Nel marzo del 2013 venne lanciato un metodo di verifica in due passaggi per autenticarsi. Il servizio utilizza Trova iPhone per inviare un codice di 4 cifre a un dispositivo fidato, associato all'Apple Account.

### Come trovarlo
È possibile trovare il proprio Apple Account, ad esempio in caso di dimenticanza, semplicemente accedendo alle impostazioni del dispositivo.

### Come proteggerlo
È possibile proteggere il proprio Apple Account con l'autenticazione a due fattori per l'Apple Account. L'autenticazione a due fattori serve per garantire che anche se una persona non autorizzata conosce una combinazione di Apple Account e password, non può accedere all'account. Essa non richiede solo l'Apple Account e la password, ma anche un codice di verifica che viene inviato a un dispositivo che è già noto come affidabile. Se un utente non autorizzato tenta di accedere utilizzando l'Apple Account di un altro utente, il proprietario dell'Apple Account riceve una notifica che consente loro di negare l'accesso al dispositivo non riconosciuto.

### Come rimuovere un metodo di pagamento
È possibile rimuovere un metodo di pagamento dall'Apple Account.

### Come controllare il saldo dell'Apple Account
Per visualizzare il saldo del proprio Apple Account è necessario entrare nell'App Store ed accedere al proprio account.

## Dove si può utilizzare l'Apple Account
I servizi che l'Apple Account rende fruibili sono i seguenti:
Apple Store, Apple Arcade, Apple Books, Apple Fitness+, Apple Music e acquisti musicali, Apple News, Apple Online Store, Apple Pay, Apple Card e Apple Cash, Apple Podcasts, Programmi e servizi degli Apple Store (Concierge, workshop e programmi per i giovani), App dell'Apple Store, Community del supporto Apple, Apple TV, Apple TV+ e canali Apple TV, FaceTime, “In famiglia”, Dov'è (software), Game Center, iCloud e iCloud+, iMessage, iTunes, Accedi con Apple.

## Accedi con Apple
Il 9 giugno 2019, Apple ha presentato una nuova funzione chiamata "Accedi con Apple". Basata su OAuth 2.0 e OpenID Connect, è progettata come un'alternativa incentrata sulla privacy ad altri servizi di social login, riducendo al minimo la quantità di informazioni personali inviate ad un servizio e consentendo l'uso di indirizzi usa e getta inoltrando all'e-mail dell'Apple Account dell'utente.